# Stanisław Wojtas
Stanisław Wojtas (ur. 6 maja 1911 w Urzejowicach, zm. 9 stycznia 1974 we Wrocławiu) – archiwista polski, zasłużony dla Wojewódzkiego Archiwum Państwowego we Wrocławiu.

## Życiorys
Pochodził z rodziny małorolnego chłopa. W 1939 roku brał udział w walkach na ziemi kieleckiej; trafił do niewoli niemieckiej, jakiś czas przebywał w obozie jenieckim w Hoyerswerda, potem wysłany został do majątku Prussendorf (Saksonia) jako robotnik rolny. W 1945 roku powrócił do kraju i osiadł we Wrocławiu.
Zatrudnił się w tworzonym w tym czasie Wojewódzkim Archiwum Państwowym we Wrocławiu, gdzie pracował kolejno jako robotnik, woźny, wreszcie starszy manipulant archiwalny. Zasłużył się szczególnie przy zabezpieczaniu terenowym i gromadzeniu archiwaliów wrocławskich, rozproszonych przez Niemców w czasie ewakuacji. Bezinteresownie zwoził z różnych miejscowości dolnośląskich cenne archiwalia, wielokrotnie o dużym znaczeniu dla interesów państwa, jak również potrzebnych do badań nad polskością Dolnego Śląska i dokumentacji zbrodni hitlerowskich.
W 1973 roku, niespełna rok przed śmiercią, odznaczony został Krzyżem Kawalerskim Orderu Odrodzenia Polski. Przyznano mu także m.in. Medal Zwycięstwa i Wolności 1945, odznakę Grunwald-Berlin 1410–1945, Brązowy Krzyż Zasługi. Zmarł w styczniu 1974 roku we Wrocławiu.